# غور (مقاطعة دهلران)
غور (بالفارسية: غور) هي مستوطنة تقع في قسم نهرعنبر الريفي (مقاطعة دهلران) في إيران.